# تسراز کوشچیلنه
تسراز کوشچیلنه (به لهستانی:  Ceradz Kościelny) یک روستا در لهستان است که در گمینا تارنووو پودگورنه واقع شده‌است. تسراز کوشچیلنه ۴۳۲ نفر جمعیت دارد.